# Џејмс Ланкастер
Сер Џејмс Ланкастер (енгл. Sir James Lancaster; око 1554. - 6. јун 1618) био је енглески трговац, морепловац и корсар из времена владавине краљице Елизабете I. Командовао је 1601. првом флотом коју је на Исток послала Источноиндијска компанија и истовремено је обављао дужност специјалног изасланика енглеске краљице код разних источњачких владара. Због ових заслуга Ланкастера је краљ Џејмс I Стјуарт наградио племићком титулом.
Био је родом из Бејзингстоук у Хемширу. И младости је као војник и морнар служио у Португалији. Заједно са Рејмондом и Фокскрафтом је 10. априла 1591. године исловио са три брода из Торбеја у Девону на своје прво путовање до Источних Индија. Било је то прво поморско путовање енглеских морепловаца до Индија. Ланкастер је стигао до Стоног залива 1. августа 1591. године, а код рта Коријентес је 12. септембра изгубио један од бродова. Сквадрон се одморио и допунио залихе на Занзибару у фебруару 1592, у мају је опловио рт Коморин и у јуну је стигао у Пенанг на Малајском полуострву. Ланкастер је остао на острву све до септембра пљачкајући сваки брод који је пролазио.
Након доласка на Цејлон, посада је инсистирала на повратку кући. Путовање назад показало се катастрофалним пошто је само двадесет и пет људи стигло у Енглеску у мају 1594. године. Ланкастер је 24. маја 1594. стигао у Рај у Источном Сасексу. Његово поморско путовање било је, попут копненог путовања и трговине Ралфа Фица, важан подстрек за оснивање Британске источноиндијске компаније. Исте те 1594. предузео је корсарски поход на Пернамбуко и Ресифе у колонијалном Бразилу са циљем да зароби товар са оштећеног португалског брода који се тамо склонио на путу из Индије. За разлику од пута у Источне Индије, овај поход био је, према Ричарду Хаклујту, крајње професионално изведен и уносан. Ланкастер се прикључио сквадрону под командом капетана Хенрија Мидлтона, лично је предводио искрцавање и заузимање града. Уз помоћ једне холандске трговачке флотиле, Ланкастер је недељама држао Ресифе где се домогао товара са оштећене караке, али и локалних производа попут бразилског дрвета од кога се добијала драгоцена црвена боја употребљива у преради вунених тканина.
Ланкастеру је 1600. године поверено заповедништво на првом флотом Источноиндијске компаније која је 22. априла 1601. испловила из Торбеја. његов брод био је Црвени змај. Краљица Елизабета I такође му је поверила улогу специјалног изасланика код источњачких владара. Ланкастер је опловио Рт Добре наде 1. новембра 1601. и почетком априла 1602. је посетио Никобаре, Аћех и, од 5. јуна 1602. друге делове Суматре, као и Бантам на Јави. У Аћеху је склопљен споразум, у Бантаму прва факторија Источноиндијске компаније и трговачка мисија је послата на Молучка острва. Повратак са путовања, између 20. фебруара и 11. септембра 1603. био је брз и успешан, а Ланкастер, који се у трговини и дипломатији одлично показао, награђен је у октобру 1603. тако што му је нови владар Енглеске Џејмс I Стјуарт доделио племићку титулу.
Ланкастер је све до своје смрти у мају 1618. био један од водећих људи у Источноиндијској компанији. Почетком 17. века већина путовања у Индију, као и путовања у циљу проналажења Североисточног пролаза, били су предузети под његовим покровитељством. У јулу 1616. године Вилијам Бафин је улаз у Северозападни пролаз, на севернозападној страни Бафиновог залива (74° N.), назвао Ланкастеров пролаз.
Према његовом тестаменту, који је датован 18. априла 1618. године, основана су два добротворна фонда којима је управљала Кожарска компанија. Једна од фондација била је задужена за званичнике и сиромахе у Бејзинстоку и најпосле је 1717. године, после судске пресуде, поверена компанији Бејзинсток и Дин. Друга фондација била је намењена сиромашним студентима теологије на универзитетима у Оксфорду и Кембриџу које Кожарска компанија и данас материјално помаже.

## Скорбут
Капетан Џејмс Ланкастер је 1601. случајно дошао до сазнања да сок од лимуна може бити коришћен у превентине сврхе против скорбута. Његова флота од четири брода је испловила из Торбеја у југозападној Енглеској 21. априла 1621, и после четири месеца пловидбе, до 1. августа, скорбут се појавио код морнара на три брода. када је флота упловила у Стони залив у јужној Африци људство на три брода је било толико исцрпљено од скорбута да су морнари са Ланкастеровог Црвеног змаја морали да помогну како би преостали бродови упловили у луку. Морепловци са Ласнкастеровог брода били су у бољем здравственом стању јер им је капетан свакога јутра давао по неколико кашика лимуновог сока који је у флашама понео на пловидбу. Енглески адмиралитет је о овим догађајима извештен у Ланкастеровом рапорту. Адмиралитет је тек 1795. године, скоро два века касније, најпосле увео обавезно следовање лимуновог сока за све морнаре.